# Hippothoa mawatarii
Hippothoa mawatarii is een mosdiertjessoort uit de familie van de Hippothoidae. De wetenschappelijke naam van de soort is voor het eerst geldig gepubliceerd in 1988 door Dick & Ross.